# Seline Ineichen
Seline Ineichen (* 8. August 1990 in Wolhusen) ist eine ehemalige Schweizer Handballnationalspielerin, die zuletzt beim Bundesligisten Neckarsulmer Sport-Union unter Vertrag stand.

## Karriere
Seline Ineichen lief anfangs für den Schweizer Erstligisten Spono Nottwil auf, mit dem sie 2011 den Schweizer Cup gewann. Im Jahre 2011 schloss sich die Kreisläuferin dem Ligakonkurrenten LK Zug an. Mit dem LK Zug gewann sie 2013 und 2014 die Schweizer Meisterschaft sowie 2014 den Schweizer Cup. Im November 2014 nahm sie der deutsche Bundesligist Frisch Auf Göppingen bis zum Saisonende 2014/15 unter Vertrag. Anschliessend schloss sich Ineichen dem deutschen Zweitligisten Neckarsulmer Sport-Union an. Mit Neckarsulm stieg sie 2016 in die Bundesliga auf. Nach der Saison 2019/20 entschied sie sich, dem Spitzenhandball den Rücken zuzukehren. In der Saison 2023/24 entschied sich Seline Ineichen kurzfristig zum Comeback in der Württembergliga. Sie unterstützte die 2. Damenmannschaft der Sport-Union Neckarsulm bei einem verlustpunktfreien Aufstieg in die Regionalliga.
Seline Ineichen bestritt 50 Länderspiele für die Schweizer Auswahl, in denen sie 23 Treffer erzielte.